# Lavalade
Lavalade é uma comuna francesa na região administrativa da Nova Aquitânia, no departamento Dordonha. Estende-se por uma área de 3,94 km². Em 2010 a comuna tinha 88 habitantes (densidade: 22,3 hab./km²).